# Zovencedo
Zovencedo ist eine nordostitalienische Gemeinde (comune) mit 827 Einwohnern (Stand 31. Dezember 2023) in der Provinz Vicenza in Venetien. Die Gemeinde liegt etwa 13,5 Kilometer südsüdwestlich von Vicenza.

## Geschichte
1158 wird der Ort erstmals urkundlich in einem Dokument Friedrich Barbarossas erwähnt.